# Manuele Blasi
Manuele Blasi (ur. 17 kwietnia 1980 w Civitavecchia) – włoski piłkarz grający na pozycji pomocnika.

## Kariera klubowa
Blasi zaczynał karierę w AS Roma. Następnie był wypożyczany kolejno do takich zespołów jak Lecce, Perugia oraz Parma. W 2004 roku został kupiony przez Juventus F.C., skąd na sezon 2006/2007 został wypożyczony do Fiorentiny. W 2007 przeszedł na zasadzie współwłasności do SSC Napoli za 2,5 mln euro, a w 2008 został zawodnikiem tej drużyny na stałe. 31 sierpnia 2009 roku Blasi został wypożyczony do US Palermo, a po sezonie wrócił do Napoli. W Neapolu rozegrał jeden sezon, po czym odszedł do Parmy w rozliczeniu za Blerim Džemaili. Następnie występował w drużynach Lecce, Delfino Pescara 1936, Varese, Chennaiyin, Ischia oraz Civitavecchia. W 2017 roku zakończył karierę.

## Kariera reprezentacyjna
W reprezentacji Włoch zadebiutował 18 sierpnia 2004 w przegranym 2:0 meczu przeciwko Islandii i łącznie rozegrał dla niej osiem spotkań.